# ハエトリグサ
ハエトリグサ（蠅取草、Dionaea muscipula）は、北アメリカ原産の食虫植物。別名、ハエトリソウ、ハエジゴク。葉を素早く閉じて獲物を捕食する姿が特徴的で、ウツボカズラと並ぶ有名な食虫植物である。
英語の“Venus Flytrap”（女神のハエ取り罠）は、2枚の葉の縁の「トゲ」を女神のまつ毛に見立てたことに由来する。

## 形態
ごく背の低い草本で、茎は短縮していて地中にあってわずかに横に這い、多数の葉をロゼット状に出す。葉の付け根は肥大し、地下茎とともに鱗茎型の球根を形成している。葉には長い葉柄があり、先端に捕虫器になった葉を着ける。葉柄は扁平で幅広く、地表に這うか、少し立ち上がる。捕虫器は二枚貝のような形で、周辺にはトゲが並んでいる。
ハエトリグサは葉が印象的な上、しばしば捕虫部の内面が鮮やかな赤色に色づくため、花と間違われる事もある。実際には葉と別の花茎が立ち上がり、その先に白い花が数個固まって咲く。花茎が立ち上がるのは送粉者を誤って捕食しないようにするためと考えられる。この花のつき方は同じ科のモウセンゴケとも共通する。

## 進化と系統
分子的な証拠によれば、およそ6500万年前にハエトリグサ属と姉妹属であるムジナモ属は、他のモウセンゴケ科の植物と分岐した。しかしハエトリグサの系統の化石の証拠はほとんど見つかっていない。
ムジナモとハエトリグサには粘液を分泌する捕虫毛が無く、可動式の罠で獲物を捕らえるという共通点がある。一方モウセンゴケ科の植物の中には捕虫毛を刺激の方向へ動かすものがおり、これは一種の前適応と考えられている。またモウセンゴケの捕虫毛がハエトリグサの捕虫葉の縁に生えた“クシ”と感覚毛に進化したと推測されている。

## 捕虫
食虫植物の多くは粘着式や落とし穴式で、ほとんど動かない。はっきり動くものはほとんどなく、あってもムジナモのように小柄であったり水中生活をしているものや動作をしてもとても遅いことが多いので、虫を能動的に捕らえる瞬間を肉眼ではっきり確認できる食虫植物は、実質的にはこの種だけと言って良い。ただし能動的とは言っても虫をおびき寄せる性質はないため、昆虫駆除の役にはほとんど立たない。
ハエトリグサの葉は2枚が二枚貝のように、重なるように生えており、その葉の縁には多くのトゲが並んでいる。葉の内側には3本ずつ（4本のものもある）の小さな毛（感覚毛）が生えている。
昆虫などの獲物が2回または2本以上の感覚毛に同時に触れると、約0.5秒で葉を閉じる。葉が閉じると同時に周辺のトゲが内に曲がり、トゲで獲物を閉じ込める。葉を閉じるのに必要な刺激が1回ではなく2回なのは、近くの葉や雨の水滴などが触れた時の誤作動を防いだり、獲物を確実に捕えるための適応と考えられている。
また、1回触れた後、もう1回触れるまでに20秒程度以上の間隔があると、葉は半分程度しか（又は全く）閉じない。この時間を記憶し、リセットする仕組みについては長らく謎だったが、2010年にジャスモン酸グルコシドという物質が関与していることが解明された。感覚毛に触れるとこの物質が出るが、1回の刺激だけでは葉が閉じる運動を起こすのに必要な量に足りないため葉は閉じず、2回刺激して初めて必要な量に達し葉が閉じるのである。葉が虫を取り逃がして獲物がない状態で閉じてしまう場合もあり、その場合は半日-3日程度で再び葉が開く。
1日ほど経つと葉は完全に閉じられ、トゲは逆に外に反り返り、葉の内側で捕まえた獲物を押しつぶし、葉から分泌される消化液でゆっくりと獲物を溶かす。およそ10日で養分を吸収し、葉はまた開いて獲物の死骸を捨て、再び獲物を待つ。葉には寿命があり、一枚の葉が捕らえる回数は4-5回位である。また葉を閉じる行為は相当なエネルギーを消費するため、イタズラに葉を閉じさせ続けてしまうと、葉はおろか株全体が衰え、しまいには枯れてしまう。
他の食虫植物同様、彼らにとっての捕虫は生存に必要なエネルギーを得るためではなく、肥料となる栄養塩を獲得するのと同じ行為である。だから、捕食しなくとも一般の植物が肥料不足になったのと同じ状態ではあるが、光合成で生産した糖をエネルギー源にして生き続けることはできる。また、ハエ以外の昆虫はもちろん、ナメクジのような昆虫以外の小動物も捕食する。2018年の調査で、野生下のハエトリグサはクモやアリを最も多く捕食していたという。

閉じる
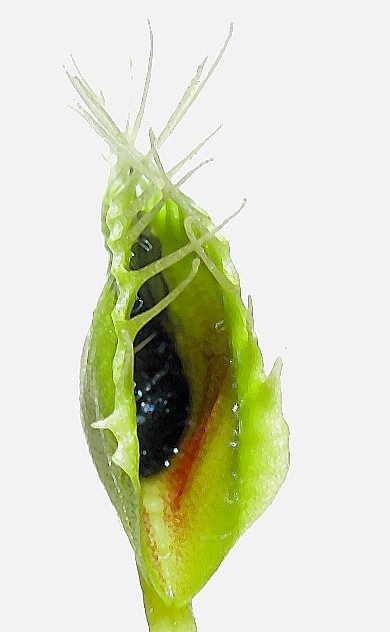
閉じられた葉の断面。捕獲した虫を消化中である。
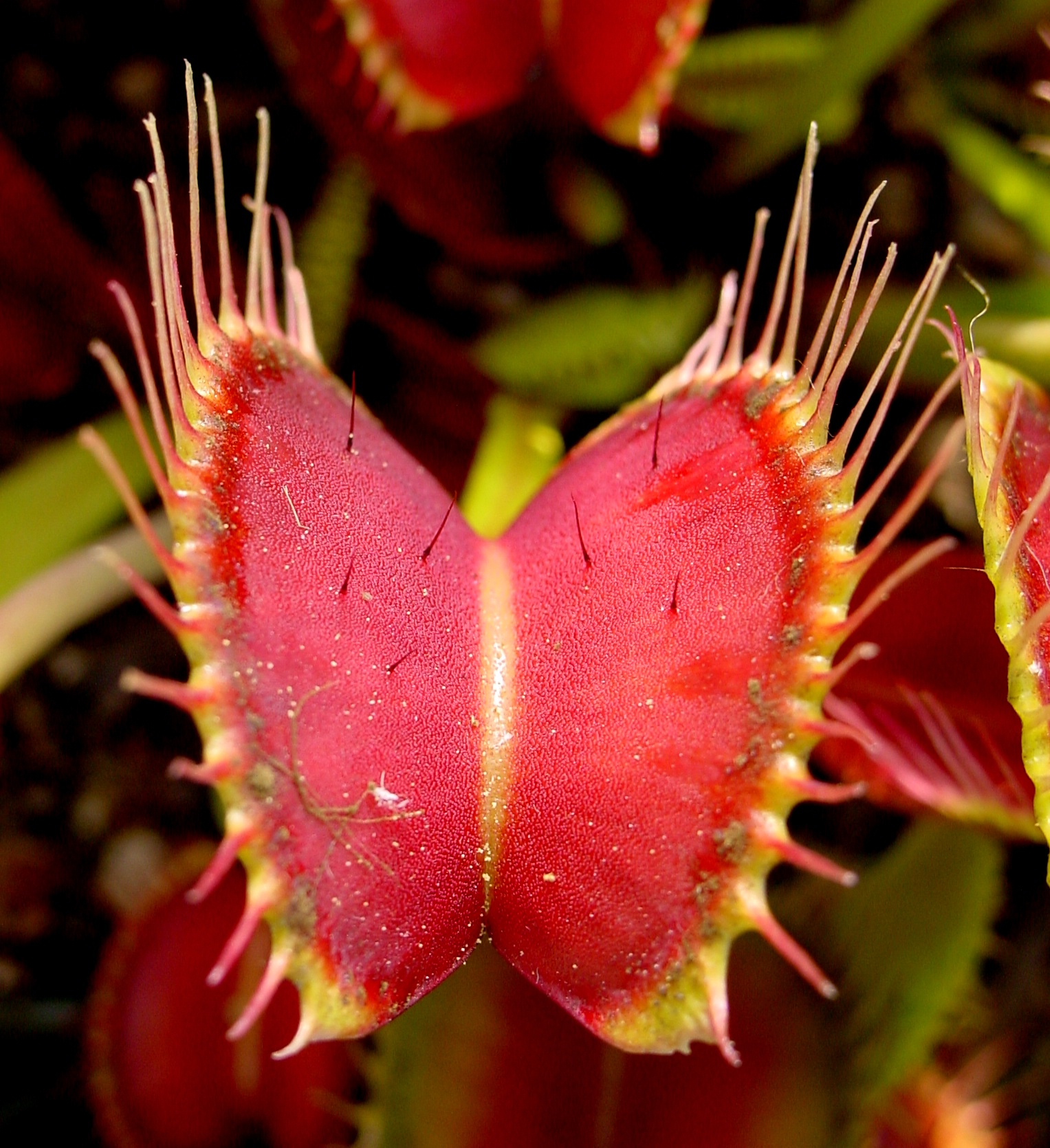
開いた葉。赤い内側に感覚毛が確認できる。
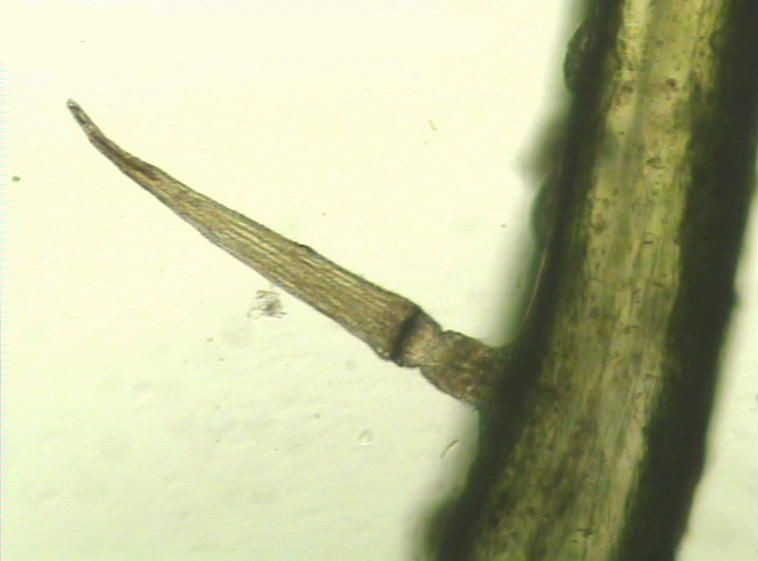
感覚毛の拡大写真
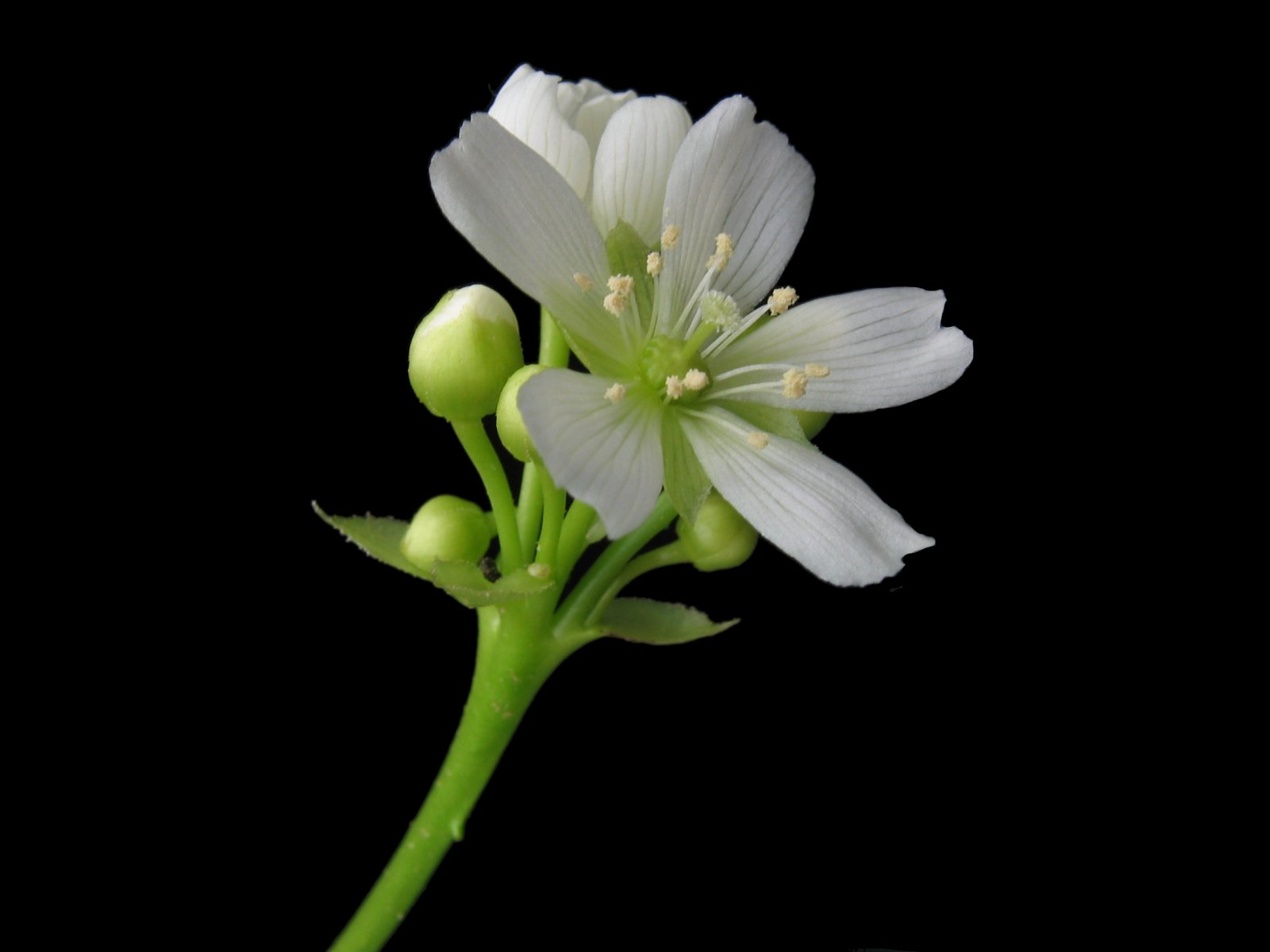
ハエトリグサの花
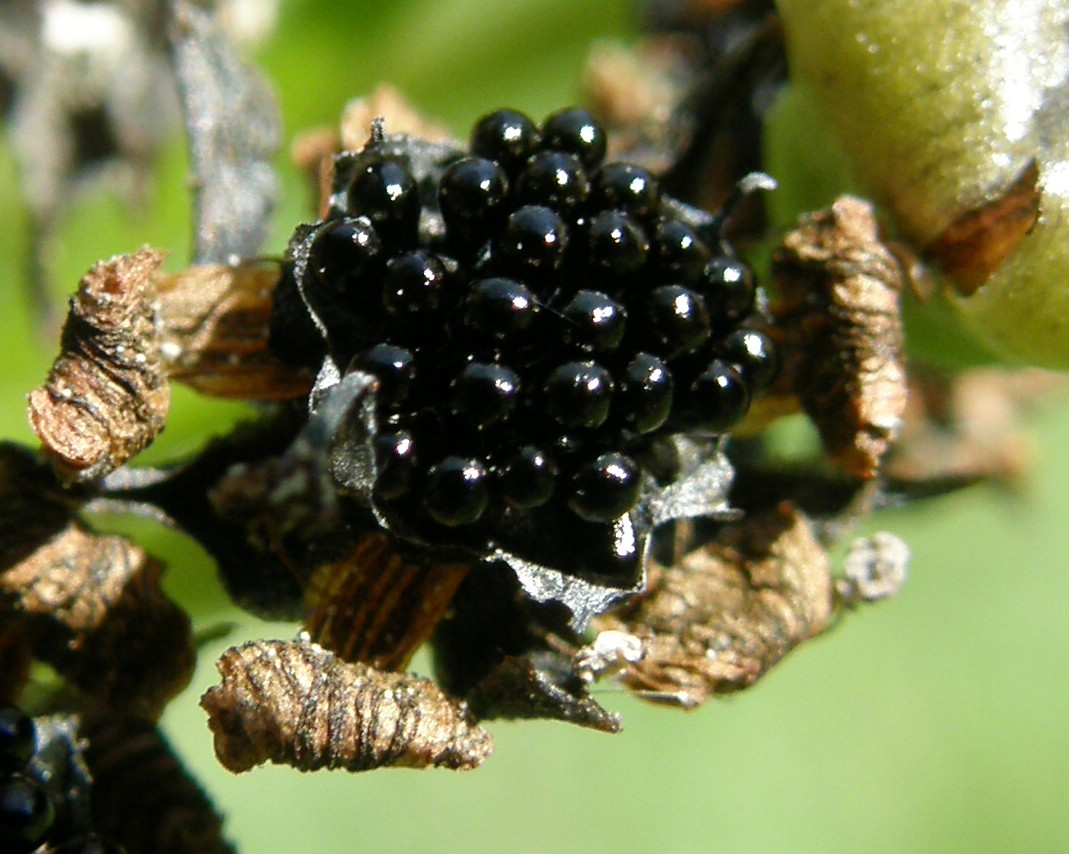
ハエトリグサの果実が裂開して露出した種子

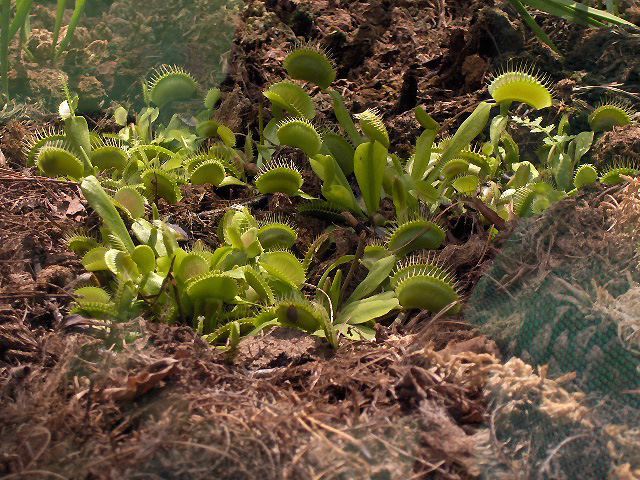
自生するハエトリグサ

## 栽培
栽培繁殖は比較的容易で、観賞用としての品種改良も進んでいる。日本でも数種類のハエトリグサの品種が容易に入手でき（初夏によく出回る）、鉢植えで育てることができる。
- 熱帯植物と思われがちだが本種の自生地は日本と同じく温帯に属する。置き場所は、真夏以外は直射日光がよく当たり、ある程度風通しがある場所が適する[7]。真夏は午前中だけ日光をよく当てる[8]か、50％の遮光をする[7]。
- 冬季は霜が当たらない低温下の場所で休眠させることによって越冬させないと、次第に衰弱して枯死する。湿地の植物なので乾燥に弱く、冬季に球根で休眠している時期にも腰水やまめな水遣り[9]などで水を切らさないように注意を払う必要がある。
- 用土は、鉢底石と、酸性で、通気性と保水性に優れるものを使う。水を十分に吸った乾燥ミズゴケの単用が一般的であるが、ピートモスと籾殻を混合させたもの[10]、鹿沼土、ベラボン、パーライト（いずれも細粒）を混合させたものでも良い[11]。肥料は生育が悪くなるため基本的には必要ない。
- 植え替えは1年に1回、1月から2月に行う。方法は、用土がミズゴケの場合、新しい鉢と用土を用意して、鉢から株を取り、ピンセットで古いミズゴケを取り除いてからバケツの水で洗う。次に、新しいミズゴケを株の根に巻き付けて新しい鉢と同じ大きさになるまで周りに足していく。その後やや堅め（鉢の中の水が4 - 5秒で流れる程度）に植え付けて鉢に戻す。植え替えを実施したものとしなかったものでは翌年の生育に差が出る[11]。
- 繁殖は、株分け、葉挿し、実生の三つの方法がある。株分けは、毎年2 - 5つ程度に増える球根を、植え替え時に指で軽く力を入れて分ければよい。葉挿しは、5 - 7月に葉を根元から外し、用土に挿しておくと発芽、発根する。実生は、自家受粉で容易に結実するので黒い胡麻粒状の種子を親株と同様の用土に蒔き、鉢の上から水を遣らずに腰水で水を十分与えて乾燥しないようにすれば発芽する。ただし親株にまで成長するには3 - 4年かかる[11]。
- 捕食にも注意が必要で、蟻などをあたえると蟻酸で葉が枯れてしまう場合がある。また葉いっぱいの虫を捕らえると、場合によっては消化を待たずして、その葉だけが枯れてしまう。ハエトリグサは、チーズのような蛋白質系のものを好み、逆に脂質（肉系のもの）の物を沢山与えると枯れてしまうので注意が必要である。
- 花茎が伸びると株が衰えてしまうので、若い株は摘んでしまうのが望ましい。

## 品種
組織培養や人工交配などによってハエトリグサには様々な品種が存在している。真っ赤な色を持つハエトリソウや棘が変形したものなど数多くの品種が存在する。

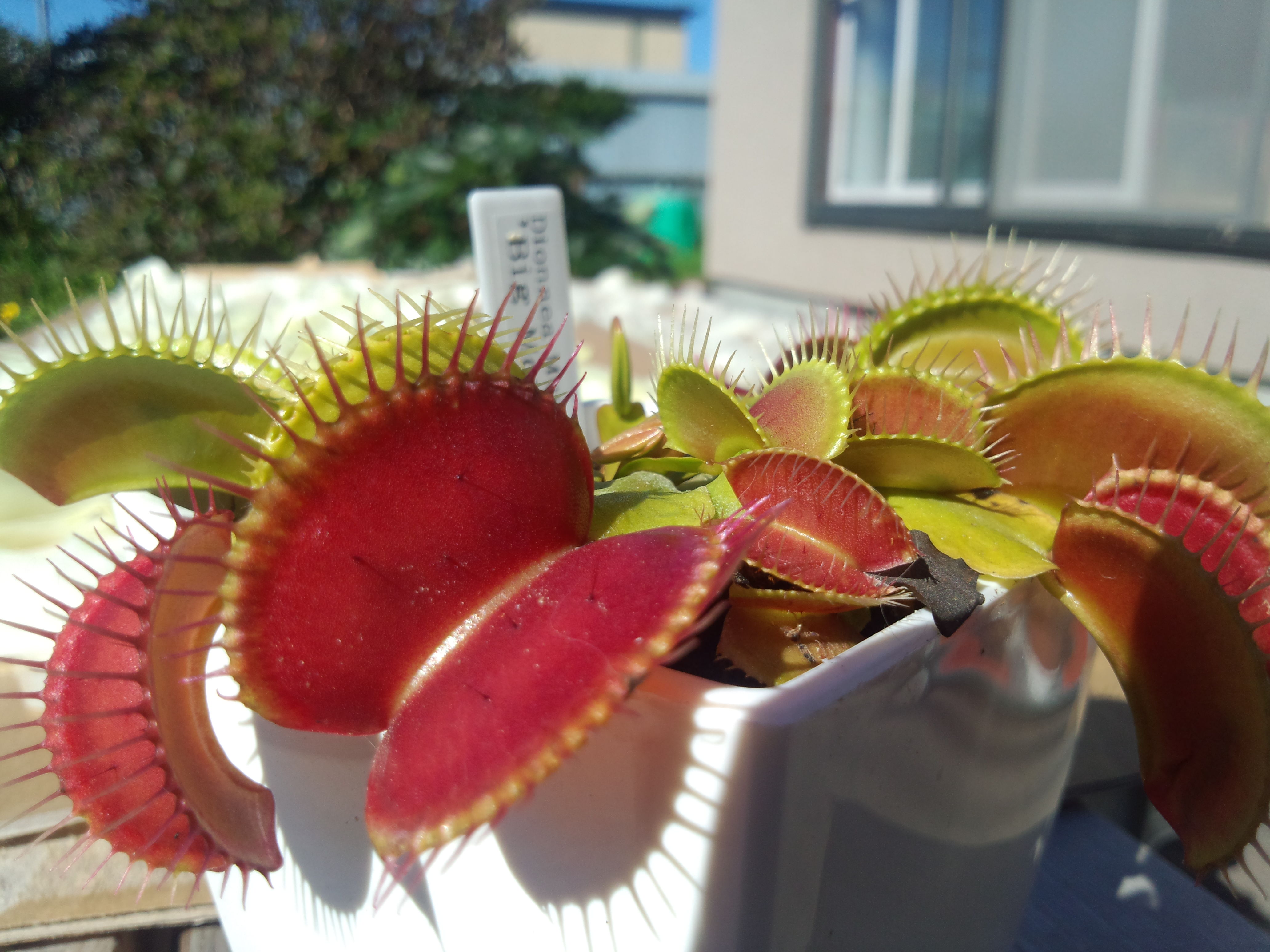
Big mouth
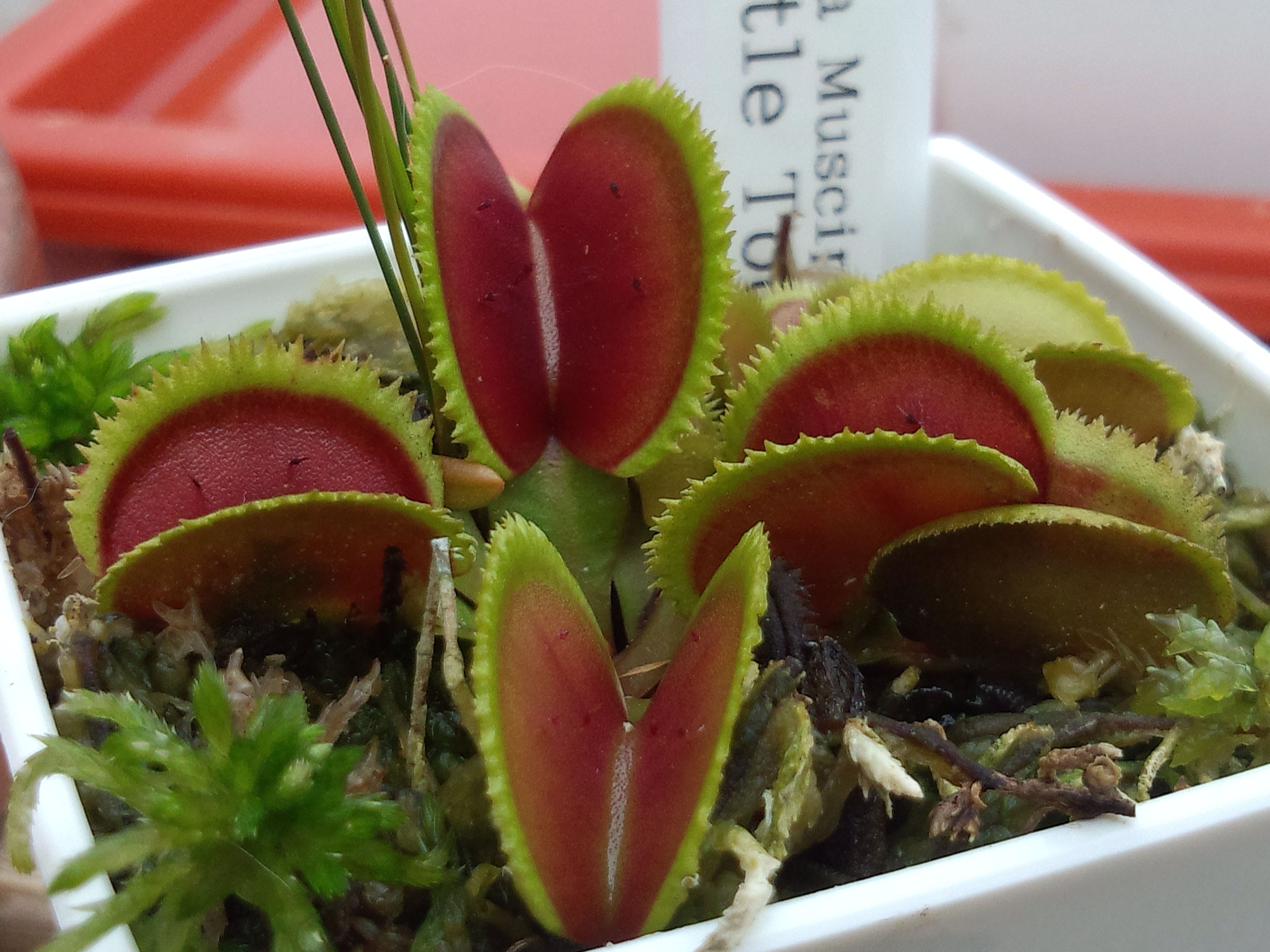
Bristle tooth
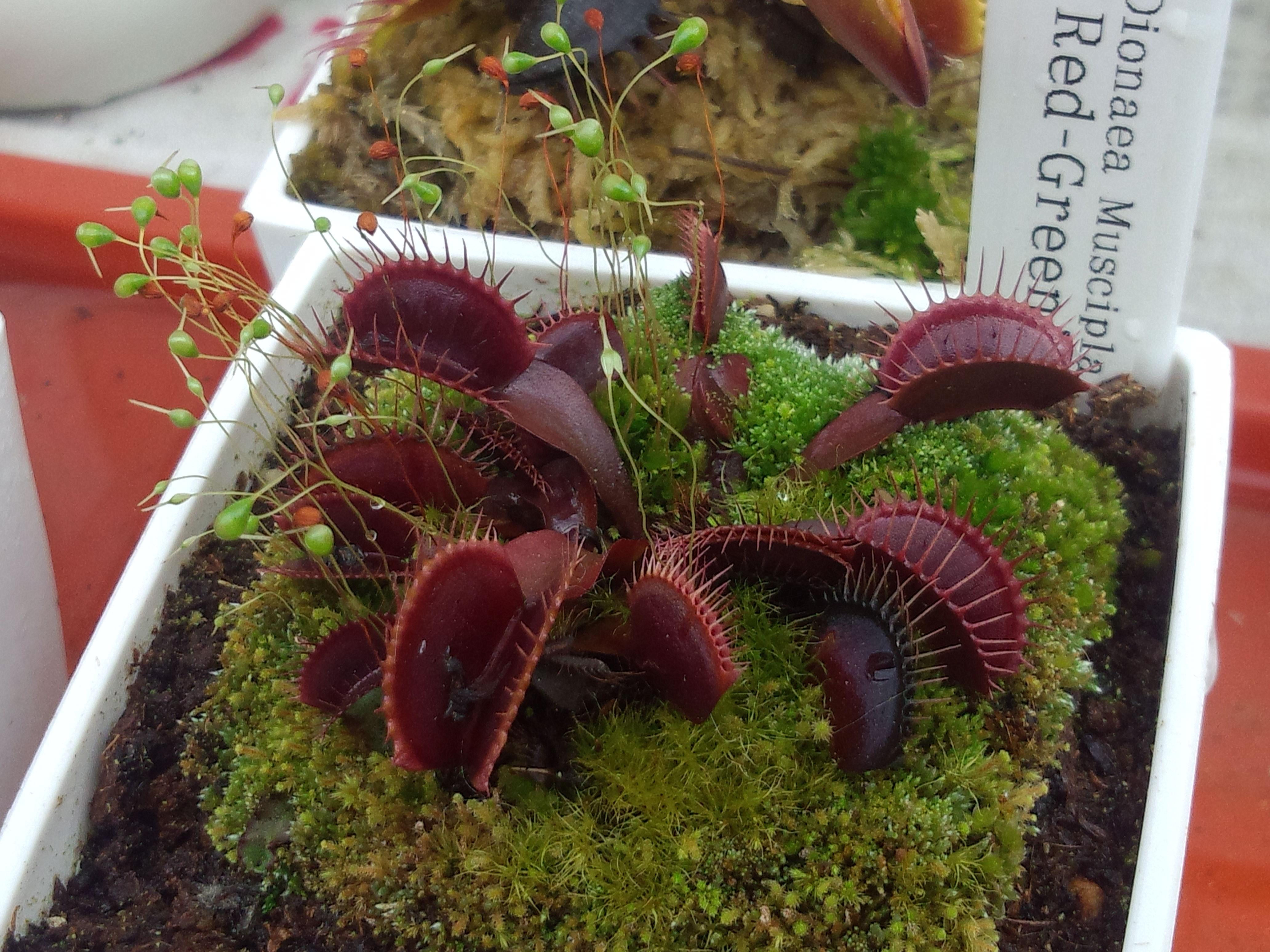
Red-green
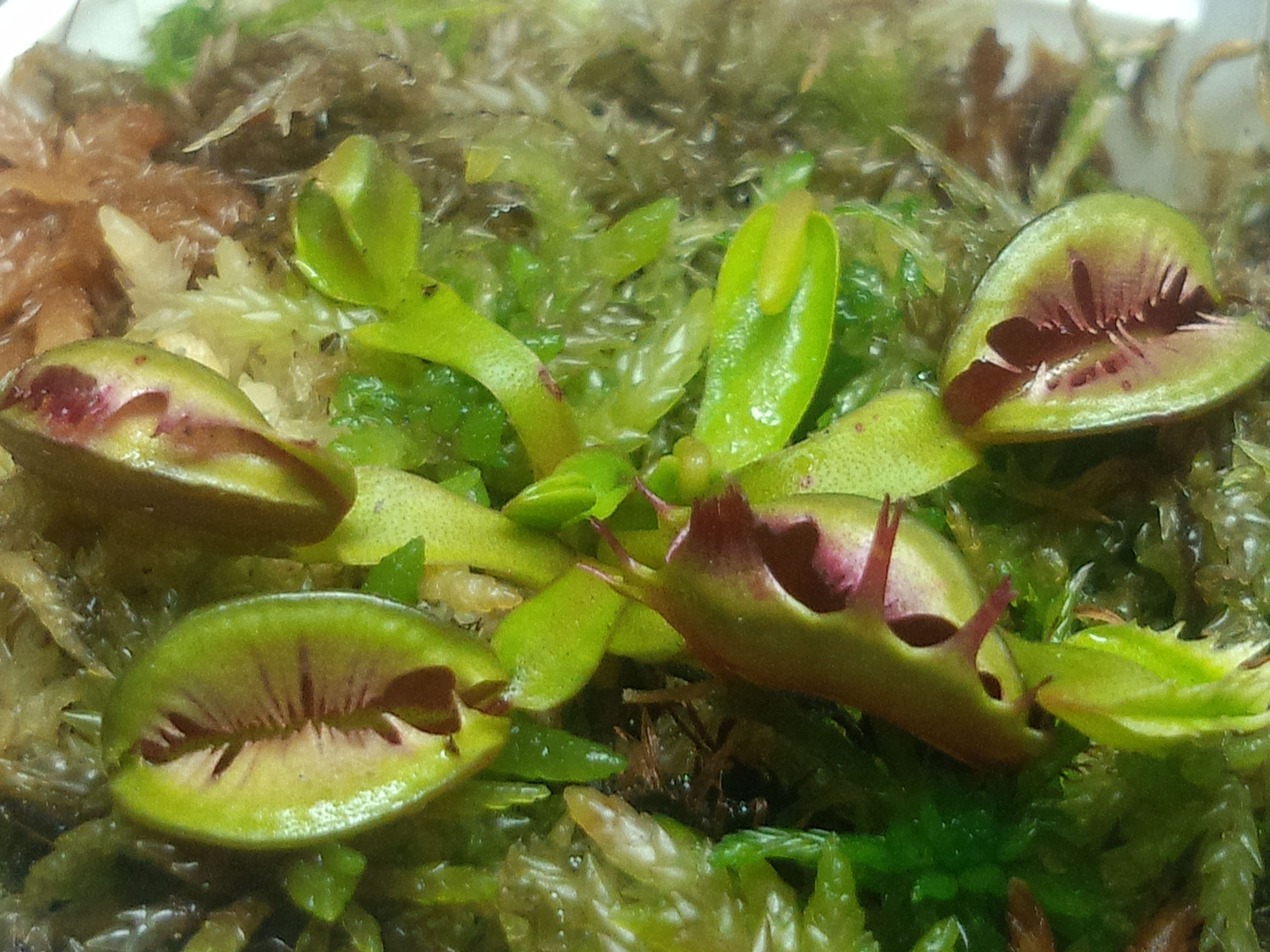
Fused tooth
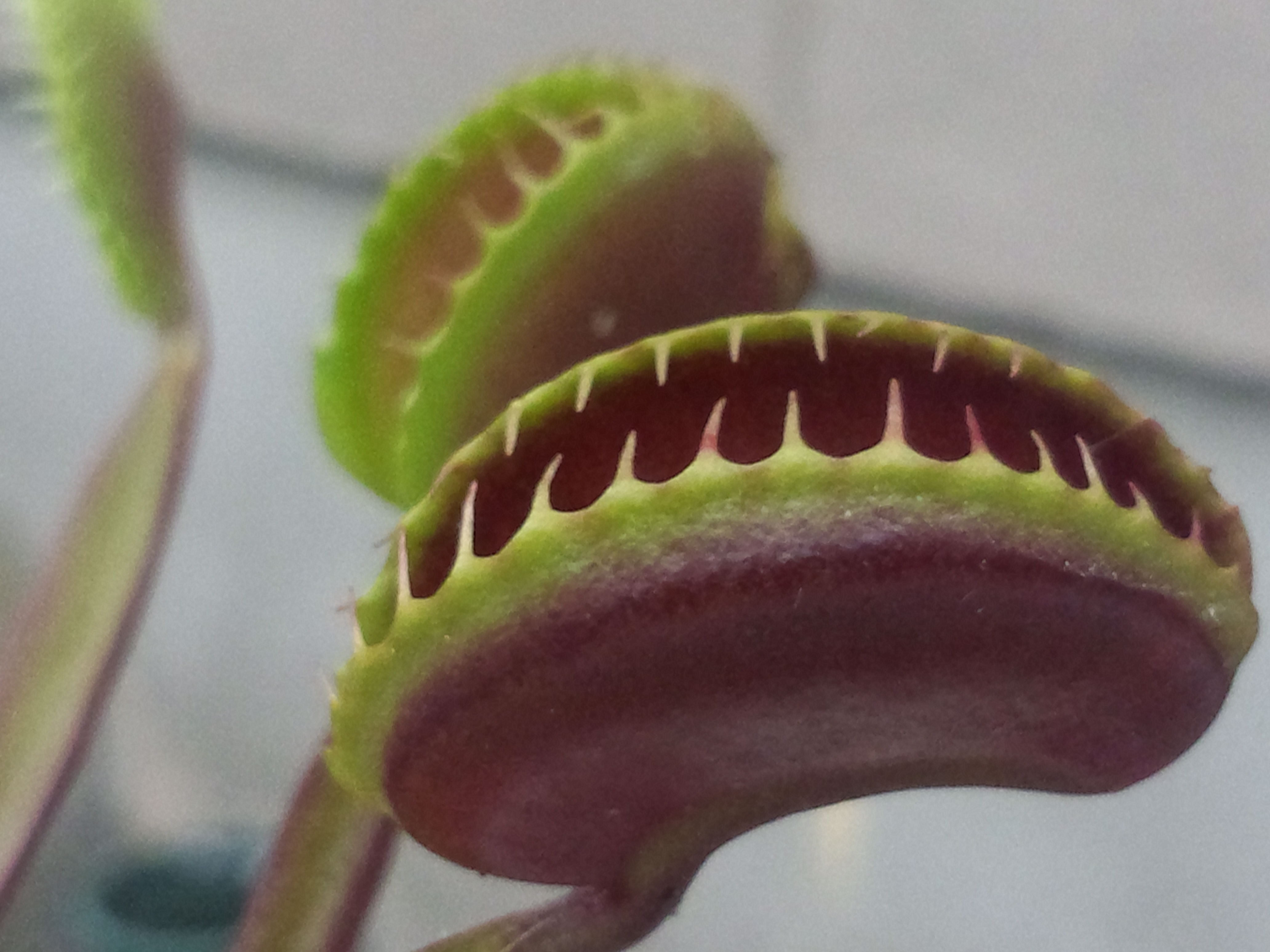
Royal red
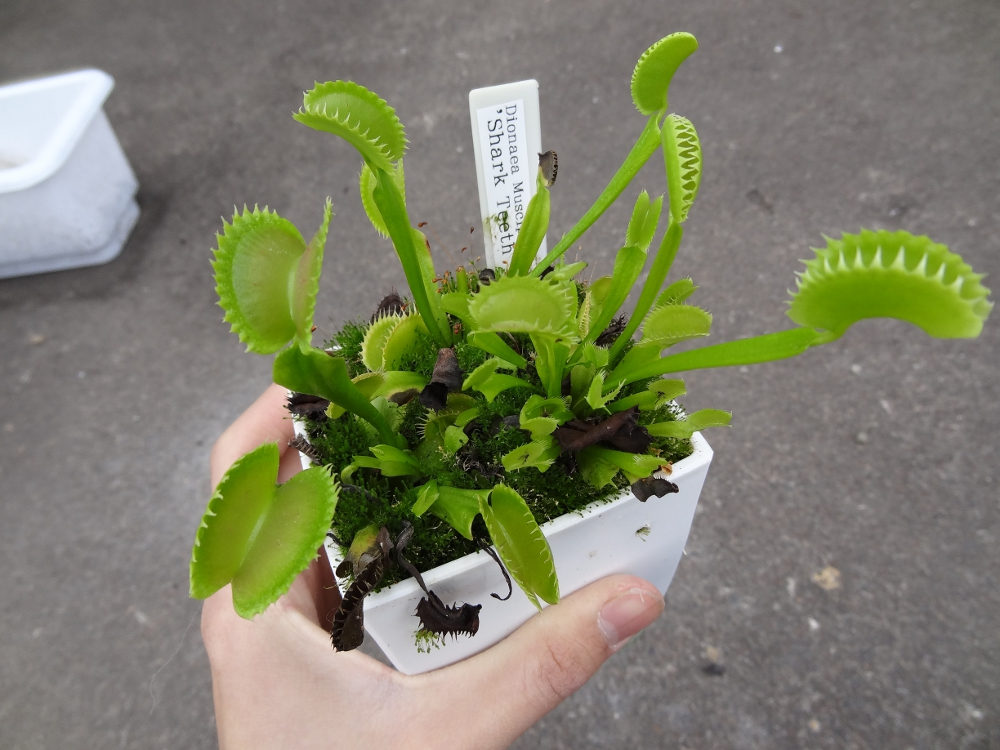
Shark teeth
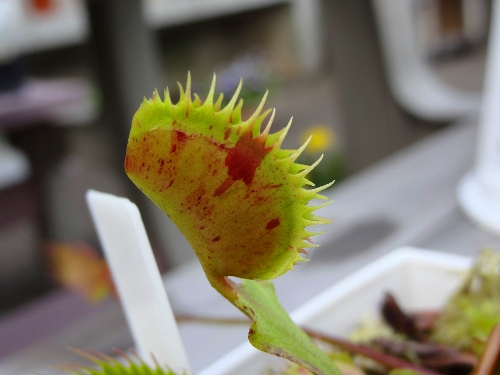
Spotty/SL017

## 保全状況
本種はワシントン条約の附属書II類に指定されており、球根の輸出入は全面禁止されている。
原産地であるアメリカ合衆国のノースカロライナ州、サウスカロライナ州にまたがる自生地は保護区に指定されている。
ノースカロライナ州、サウスカロライナ州での人口増加による宅地造成、山火事の抑制や愛好家による盗掘のため、野生のハエトリグサは減少傾向にある。ノースカロライナ州はハエトリグサの盗掘を厳罰化し、2014年から重罪にしている。